# Redo Log File
Redo Log Files
(Ficheros de Recuperación de datos).
Introducción
En el entorno de Oracle RDBMS, los registros de rehacer comprenden archivos en un formato propietario que registra un historial de todos los cambios realizados en la base de datos. Cuando algo se cambia en un fichero de datos, Oracle realiza el registro de rehacer.
¿Qué hacen los redo log files?
Los Ficheros de redo log registran cambios a la base de datos como resultado de transacciones o acciones internas del servidor Oracle.
¿Para que sirven los redo log file?
Protegen la base de datos de la pérdida de integridad en casos de fallos causados por suministro eléctrico, errores en discos duros.
¿Cómo funcionan los redo log files?
Trabajan de manera cíclica.
Si un archivo redo log online se llena LGWR pasará al siguiente grupo de log en el cual se produce una operación de punto de control (check point), la información es almacenada en el archivo de control (control file).
Multiplexación en línea Archivos Redo Log
Es recomendable que los archivos de redo log sean multiplexados para asegurar que la información almacenada en ellos no se pierda en caso de un fallo en disco.
cada copia idéntica es miembro de un grupo, y cada grupo es identificado por un número.
Grupos de Archivos redo log
Se llama grupo de archivos a un juego de copias idénticas de archivos redo log online.
Son necesarios al menos 2 grupos para que una base de datos funcione correctamente.
Los primeros conjuntos de miembros y grupos de archivos redo log se crean junto a la creación de la base de datos.

¿Cómo obtenemos la información de los grupos de redo log de nuestra BD?
Consultando estas dos vistas, tenemos los datos que nos pueden interesar de los redo log files, ubicación, estado, tamaño.
```
SELECT
 
*
 
FROM
 
V$LOGFILE
;

SELECT
 
*
 
FROM
 
V$LOG
;

```

¿cómo haríamos para agregar un nuevo redo log group? (agregamos el group 1, conteniendo un redo log file de 200mb)
```
-- ejemplo.

ALTER
 
DATABASE
 
ADD
 
LOGFILE
 
GROUP
 
(
'/u01/app/oracle/oradata/orcl/redo01.lo

g'
)
 
SIZE
 
200
M
 
REUSE
;

```

¿Cómo agregar archivos redo log a un grupo?. ( por ejemplo si tenemos un grupo 4).
```
-- ejemplo.

ALTER
 
DATABASE
 
ADD
 
LOGFILE
 
GROUP
 
4
 
(
‘
log3a
.
rdo
,
 
log3b
.
rdo
’
)
 
size
 
1
M
;

```

¿Cómo cambiamos el redo log group activo?
Lo hacemos con la siguiente sentencia.
```
ALTER
 
SYSTEM
 
SWITCH
 
LOGFILE
;

```

¿Cómo eliminamos un redo log group?
( en un caso particular si quisieramos elimminar el group 1).
```
ALTER
 
DATABASE
 
DROP
 
LOGFILE
 
GROUP
 
1
;

```

¿Cómo reubicar o cambiar de nombre los archivos redo log ?
Los archivos redo log online se pueden reubicar o renombrar de las dos formas siguientes.
Pasos a seguir.
Cierre la base de datos.
```
SHUTDOWN
 
;

```

Copie los archivos redo log online en la nueva ubicación.
Inicie la base de datos.
```
  
CONNECT
/
 
as
  
SYSDBA
;

```

Coloque la base de datos en el modo MOUNT,es decir montar la base, pero no la abra.
```
 
STARTUP
 
MOUNT
;

```

Ejecute el comando.
```
  
ALTER
 
DATABASE
  
RENAME
 
FILE

‘
dirección
  
origen
’
 
TO
 
‘
dirección
 
destino
’
;

```

Abra la base de datos para que funcione normalmente.
```
ALTER
  
DATABASE
 
OPEN
;

```

Recuerde que los Redo Log File son archivos utilizados para salvaguardar las operaciones ejecutadas en una base de
datos.
Usted puede hacer esto y más.
- Datos: Q7306169